# Trait russe
Ne doit pas être confondu avec Trait soviétique.
Le Trait russe (russe : русская тяжеловозная, Rousskaïa Tiajelovoznaïa) est une race de chevaux de trait développée en Russie à partir de croisements avec l'Ardennais.

## Dénomination
La race était autrefois nommée « Ardennais russe » ; elle est également connue sous les noms de « trait russe » ou de « trait lourd russe », en russe Rousskaïa Tiajelovoznaïa.

## Histoire
Le trait russe est formé au milieu du XIXe siècle, par le croisement entre des juments locales et des étalons Ardennais. Son développement s'effectue en parallèle d'une race de trait de plus grande taille. Le trait russe provient surtout d'une base de chevaux ukrainiens, croisés à l'Ardennais, au Trait belge et au Trotteur d'Orlov.
En 1980, un recensement dans toute l'URSS donne un effectif de 48 490 têtes.

## Description
Il est plus petit, mais plus lourd que l'Ardennais, auquel il ressemble par ailleurs beaucoup. La base de données DAD-IS cite une taille moyenne de 1,49 m chez les femelles et 1,52 m chez les mâles, pour un poids moyen de 575 à 650 kg. Le guide Delachaux indique 1,50 m chez les femelles pour 1,53 m chez les mâles, et un poids moyen respectif de 580 à 700 kg.
La tête présente de petites oreilles. L'encolure est musclée, le garrot peu sorti. Le poitrail est large, la croupe musclée. Les jambes sont courtes et puissantes, terminées par de petits pieds. Crinière et queue sont fournies, les membres disposent d'un peu de fanons.
La robe est habituellement alezan, bai ou bai-brun, parfois rouan.
Ce cheval de trait est de tempérament calme et résistant. La lactation des juments dure environ 200 jours. Cette race est réputée fertile et douée d'une bonne longévité, ainsi que d'une résistance au froid. Ces chevaux sont conçus pour être économiques et simples à entretenir.

## Utilisations
Ces chevaux servent principalement à la traction à vocation agricole. Ils disposent d'une grande puissance à cet usage. Ils sont aussi élevés pour leur viande. Les juments sont traites pour leur lait.

## Diffusion de l'élevage
Il est considéré comme une race locale russe. En 2003, les effectifs de la race, renseignés sur la base de données DAD-IS, sont de 10 870 têtes. En plus de la Russie, il est élevé en Ukraine et en Biélorussie. Par ailleurs, l'ouvrage Equine Science (4e édition de 2012) le classe parmi les races de chevaux de trait peu connues au niveau international.